# Dichrooscytus rufusculus
Dichrooscytus rufusculus är en insektsart som beskrevs av Kelton 1972. Dichrooscytus rufusculus ingår i släktet Dichrooscytus och familjen ängsskinnbaggar. Inga underarter finns listade i Catalogue of Life.